# Eta Orionis

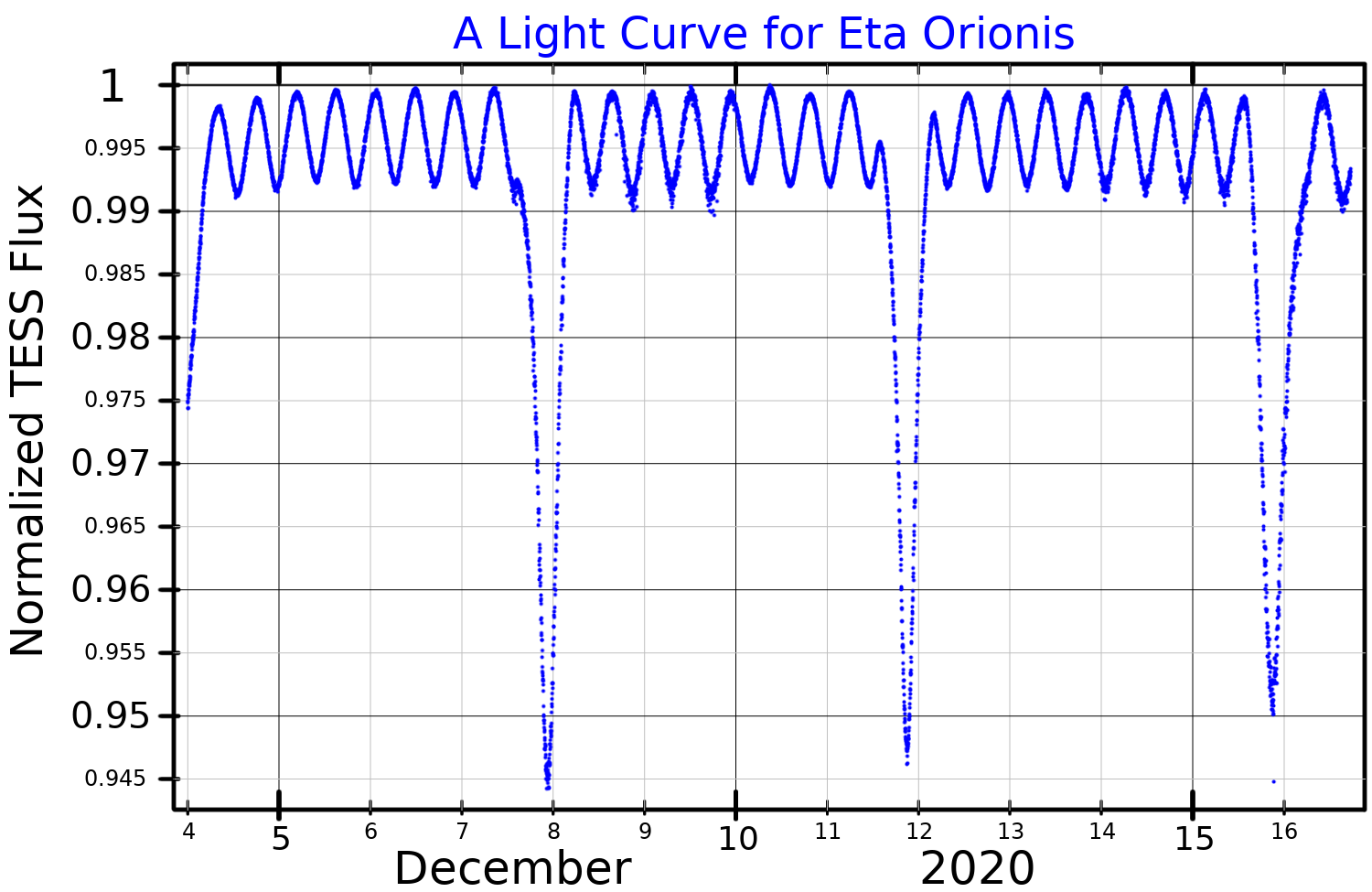
Gráfico de luz de Eta Orionis

Eta Orionis  (η Ori), es un sistema binario de estrellas situado en la constelación de Orión que está formado por dos estrellas azules que giran en torno a un centro común de gravedad y en un plano orbital orientado hacia la Tierra, por lo que, cada cierto tiempo (en este caso 7,9892 días) se eclipsan (pasan una por delante de la otra), reduciéndose el brillo del componente mayor (A) en 0.29 magnitudes (de 3.31 a 3.60).
Por este motivo Eta Orionis está catalogada entonces, como una variable eclipsante, de tipo Algol (Beta Persei), la estella tipo de esta clase de variables, de las cuales conocemos, aproximadamente, unas 2000. 
Paralelamente, se ha detectado que Eta orionis sufre una variación de brillo accesoria, del tipo de Beta Cepheii (Pulsante) que ocurre solo en estrellas de clase O y B en períodos de tiempo muy cortos (0.1-0.6 días) y con amplitudes de 0.01 a 0.3 magnitudes.
- Datos: Q14217